# Pax (mythologie)

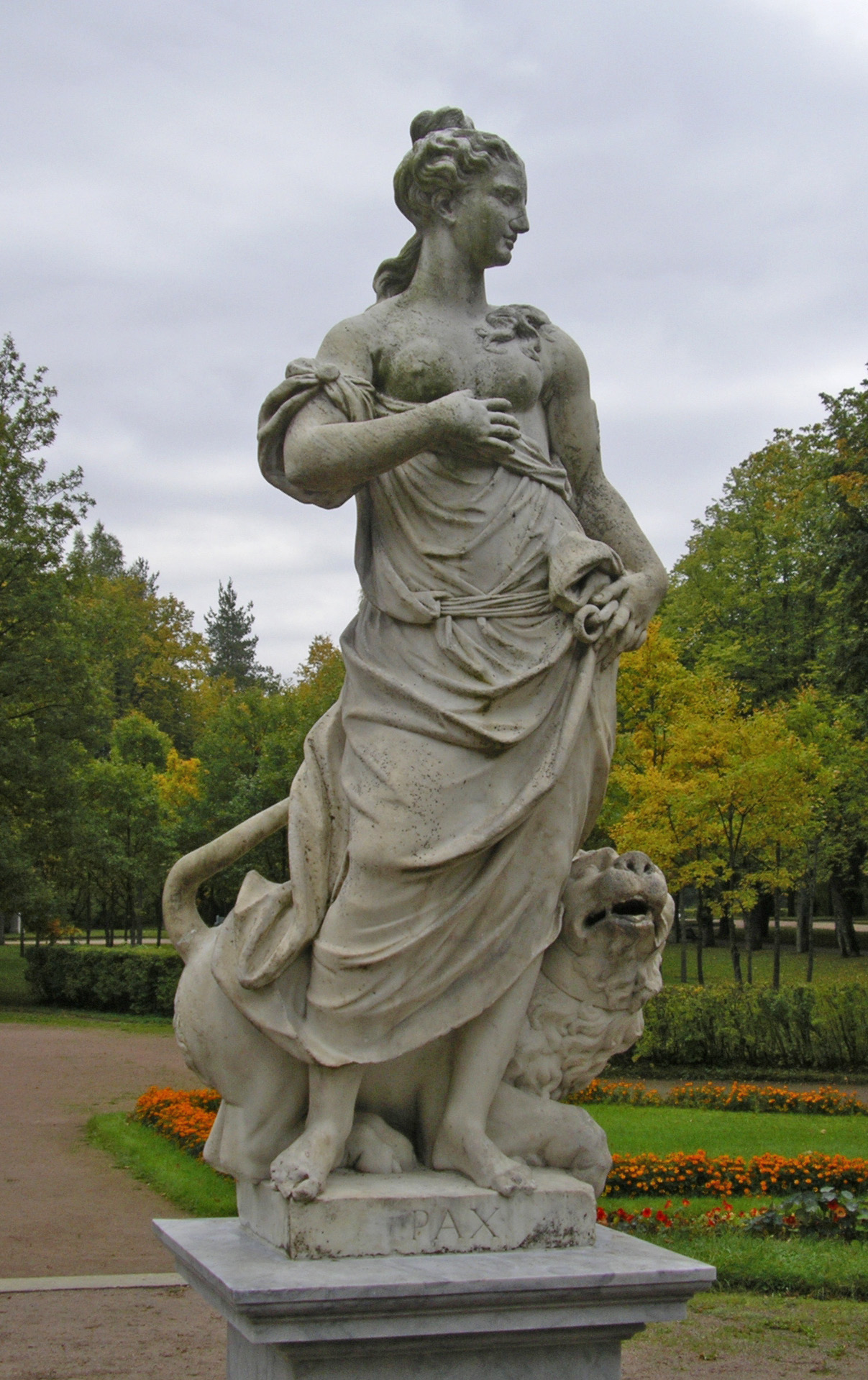
Statue de Pax dans le jardin du Palais de Pavlovsk

Pax (mot latin désignant la Paix) est la personnification du concept de paix dans la Rome antique. Elle était donc une abstraction divinisée. Elle a souvent été invoquée au cours du Ier siècle de notre ère.

## Origine et histoire
Dans la mythologie romaine, elle est la fille de Jupiter et Iustitia (Justice), et son équivalent dans la mythologie grecque est la déesse Eiréné. Une fête en son honneur avait lieu le 3 et le 30 janvier, ainsi que le 4 juillet. Cependant Pax était souvent associée au printemps.
Elle apparaît pour la première fois sur des monnaies en -44, année de la mort de Jules César. Elle fut ensuite reconnue comme déesse pendant le règne d’Auguste dans le but de rétablir la paix sur l’empire, et un autel, nommé l’Ara Pacis, lui fut élevé à cet effet. L’Ara Pacis était sis au bord de la Via Flaminia dans la zone septentrionale du Champ de Mars. 
Elle avait aussi un temple sur le Forum Pacis construit par Vespasien après les guerres civiles de 68-69, l'empereur ayant décidé de vouer son règne à la Paix, et non pas à une divinité.

## Représentation
Elle est souvent représentée dans les arts avec pour attributs divins des branches d'olivier, une corne d’abondance et un sceptre.

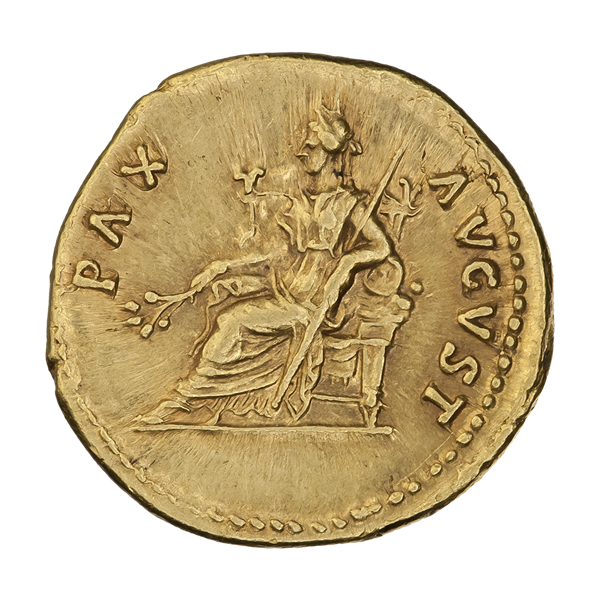
Aureus de Titus sous le règne de Vespasien, frappée en 75. La Paix sur un trône, avec un rameau d'olivier et un sceptre.